# Paulistas, Minas Gerais
Paulistas là một đô thị thuộc bang Minas Gerais, Brasil. Đô thị này có diện tích 220,075 km², dân số năm 2007 là 4893 người, mật độ 21 người/km².